# Salinas de Garcí Mendoza
Salinas de Garcí Mendoza è un comune (municipio in spagnolo) della Bolivia nella provincia di Ladislao Cabrera (dipartimento di Oruro) con 12.483 abitanti (dato 2010).

## Cantoni
Il comune è suddiviso in 8 cantoni.
- Aroma
- Challacota
- Concepción de Belén
- Jirira
- Salinas de Garcí Mendoza
- San Martin
- Ucumasi
- Villa Esperanza